# Municipio de Tamazulápam del Espíritu Santo
El municipio de Tamazulápam del Espíritu Santo es uno de los 570 municipios en que se encuentra dividido el estado mexicano de Oaxaca. Forma parte del distrito de Mixe y su cabecera es la población de Tamazulápam del Espíritu Santo.

## Geografía
Tamazulápam del Espíritu Santo se encuentra localizado en el centro-oriente del estado de Oaxaca, forma parte de la región Sierra Norte y del distrito de Mixe. Tiena una extensión territorial tototal de 11 348 kilómetros cuadrados que representan el 0.12 % de la extensión total del estado. Sus coordenadas geográficas extremas son 16°57′ - 17°7′ de latitud norte y 95°56′ - 96°8′ de longitud oeste, su territorio esta dominado por las alturas de la Sierra Juárez, fluctuando entre un máximo de 3000 y un mínimo de 1000 metros sobre el nivel del mar.
Limita al norte con el municipio de Santa María Tlahuitoltepec, al noreste con el municipio de Santiago Atitlán, al este con el municipio de Asunción Cacalotepec, al sureste con el municipio de San Juan Juquila Mixes y con el municipio de Santa María Tepantlali; al sur el límite corresponde al municipio de Santo Domingo Tepuxtepec y al suroeste con el municipio de San Pedro y San Pablo Ayutla.

## Demografía
De acuerdo a los resultados del Censo de Población y Vivienda realizado en 2010 por el Instituto Nacional de Estadística y Geografía; la población total del municipio de Tamazulápam del Espíritu Santo es de 7 362 habitantes, de los cuales 3 434 son hombres y 3 928 son mujeres.
La densidad de población asciende a un total de 65.53 personas por kilómetro cuadrado.

### Localidades
El municipio incluye en su territorio un total de 30 localidades. Las principales, considerando su población del censo de 2010 son:
| Localidad                      | Población |
| Total Municipio                | 7 362     |
| Tamazulápam del Espíritu Santo | 2 783     |
| Tierra Blanca                  | 856       |
| Linda Vista                    | 587       |
| Las Peñas                      | 531       |
| Cuatro Palos                   | 355       |

## Política
El gobierno de Tamazulápam del Espíritu Santo se rige por principio de usos y costumbres que se encuentra vigente en un total de 424 municipios del estado de Oaxaca y en las cuales la elección de autoridades se realiza mediante las tradiciones locales y sin la intervención de los partidos políticos. 
El ayuntamiento de Tamazulápam del Espíritu Santo está integrado por el presidente municipal, un síndico y un cabildo integrado por tres regidores.

### Representación legislativa
Para la elección de diputados locales al Congreso de Oaxaca y de diputados federales a la Cámara de Diputados federal, el municipio de Tamazulápam del Espíritu Santo se encuentra integrado en los siguientes distritos electorales:
Local:
- Distrito electoral local de 10 de Oaxaca con cabecera en San Pedro y San Pablo Ayutla.[4]

Federal:
- Distrito electoral federal 4 de Oaxaca con cabecera en Tlacolula de Matamoros.[5]

### Presidentes municipales
- (2018 - 2019): Rosalina Núñez Martínez
- (2019 - 2020):Amado Miguel Miranda